# Ед Бангър Рекърдс
„Ед Бангър Рекърдс“ е френски звукозаписен лейбъл за електронна музика.
Основан през 2002 г. като подразделение на Хедбенгърс Интертейнмън, управляван от Педро Уинтър (мениджър на Дафт Пънк от 1996).
В списъка с артисти са имена като Джъстис, Себастиан, Уффи, Cassius, Krazy Baldhead, DJ Mehdi, Mr. Oizo, Mr. Flash, Vicarious Bliss, Соу Ми, Feadz, Breakbot, DSL, Mickey Moonlight, Carte Blanche, както и Педро Уинтър под псевдоним Бизи Пи (на английски: Busy P).
През 2007 г. етикета стана поулярен на световно ниво благодарение на многобройните продукти реализирани от негови артисти между които Джъстис с преработването на песента на Simian Mobile Disco – „Never Be Alone“.
Всички видеа и обложки на албуми за Ед Бенгър са правени от Соу Ми.